# Nhà máy bia Stevens Point
Nhà máy bia Stevens Point là một nhà máy bia khu vực của Mỹ nằm ở Stevens Point, Wisconsin. Nhà máy bia này là nhà máy bia hoạt động liên tục lâu đời thứ năm  và là nhà máy bia thuộc sở hữu tư nhân lâu đời thứ ba trong cả nước.
Doanh số bán hàng của công ty trong số tất cả các nhà máy bia trong cả nước tăng từ thứ 50 năm 2009 lên thứ 32 năm 2015. Trong số các nhà máy bia thủ công, doanh số bán hàng của công ty đứng thứ 25 trên toàn quốc tính đến năm 2015.
Nhà sản xuất bia đã giành được nhiều giải thưởng bao gồm hạng mục hổ phách kiểu Mỹ ba lần cho nhãn hiệu Point Amber Classic của họ (huy chương Vàng năm 1996; huy chương Bạc năm 2002; huy chương Vàng năm 2012) và ba lần trong hạng mục Schwarzbier cho Điểm 2012 Black Ale của họ (huy chương Bạc năm 2011; huy chương Bạc năm 2012; huy chương Vàng năm 2013). Nhà sản xuất bia cũng đã giành được giải thưởng cho các thương hiệu khác trong danh mục đầu tư của mình.

## Lịch sử
Công ty được thành lập vào năm 1857 bởi George Ruder và Frank Wahle. Năm 1864, công ty đã cung cấp bia cho quân đội trong cuộc Nội chiến Hoa Kỳ. Nhà máy bia sau đó đã được bán cho Andrew và Jacob Lutz vào năm 1867. Gia đình Lutz tiếp tục hoạt động cho đến khi nó được bán cho Gustav Kuenzel vào năm 1897. Công ty này sau đó được tổ chức với tư cách là Công ty sản xuất bia Gustav Kuenzel vào năm 1901. Năm sau, nó được đổi tên thành Công ty sản xuất bia Stevens Point. Ludwig Korfman đã mua quyền kiểm soát công ty vào năm 1924 và tổ chức lại công ty thành Công ty Nước giải khát Stevens Point. Công ty phải đối mặt với sự cạnh tranh địa phương từ giữa những năm 1860 qua kỷ nguyên Cấm của những năm 1920, khi sự cạnh tranh còn lại bị phá sản. Trong những năm 1950, nhà máy bia bắt đầu sử dụng lon trong sản xuất. Năm 1973, bia nhãn hiệu Point Special được đánh giá là loại bia hàng đầu của Mỹ trong một thử nghiệm hương vị theo báo cáo của Mike Royko, một chuyên mục nổi bật của Chicago Daily News. Vào những năm 1970, công ty thuộc sở hữu của Felix và Ken Shibilski. Năm 1990, công ty lần đầu tiên bắt đầu bán sản phẩm của mình bên ngoài Wisconsin, ở Illinois, Indiana, Michigan và Minnesota. Năm 1992, Shibilskis bán công ty cho Chicago dựa trên Barton Beers Ltd. Quyền sở hữu mới là duy nhất đối với Barton trong đó bia Point là dòng sản phẩm nội địa duy nhất của hãng, với tất cả các sản phẩm khác là hàng nhập khẩu. Công ty lên kế hoạch để buộc bán hàng cho nó Mexico thương hiệu, Corona, nhưng khi bán hàng của thương hiệu nổ, thương hiệu đã trở thành một điểm phân tâm. Năm 2002, công ty đã được bán lại cho chủ sở hữu Wisconsin bởi các nhà phát triển bất động sản có trụ sở tại Milwaukee Joe Martino và Jim Wiechmann. Cùng năm đó, công ty đã giới thiệu soda dành cho người sành ăn vào danh sách đồ uống của mình. Năm 2003, Point Special đã giành huy chương vàng tại Lễ hội bia vĩ đại của Mỹ ở hạng mục cho vay cao cấp.  Năm 2005, công ty đã mua bốn nhãn hiệu bia từ Công ty bia James Page. Đến năm 2008, các sản phẩm của công ty đã được phân phối đến 18 tiểu bang khác nhau.  Trong gần 20 năm, công ty sản xuất và đóng chai các nhãn hiệu của Công ty bia Karl Strauss cho đến khi sản xuất được chuyển vào tháng 1 năm 2009. Công ty đã mở rộng công suất nhà máy bia hàng năm lên 100.000 thùng vào năm 2011, và lên 150.000 thùng vào năm 2013.

## Nhãn hiệu

### Đồ uống có cồn
- Điểm đặc biệt Lager
- Điểm hổ phách cổ điển
- Điểm Cascade Pale Ale
- Điểm Bỉ White Wheat Ale
- Điểm Onyx Đen Ale
- Điểm Ba Kings Kolsh Style Ale
- Lúa mì mùa hè bãi biển khỏa thân
- Điểm lễ hội tháng mười
- Điểm mùa đông của Ben St. Benedict
- Point Drop Dead Blonde
- Điểm xanh Smiley
- Điểm vượt ra ngoài IPA nhợt nhạt
- Toàn bộ Hog Raspberry Saison
- Toàn bộ Hoàng đế Nga Stout
- Toàn bộ Hog Six Hop Ấn Độ Pale Ale (IPA)
- Toàn bộ Hog Scotch Ale
- Toàn bộ phong cách rượu vang Hog Barley Ale
- Toàn bộ Hog Pumpkin Ale
- Stout trắng Casper
- Người chăm sóc trà JP Yabba Dhabba Chai
- JP Ould Sod Ailen đỏ Ấn Độ Pale Ale (IPA)
- JP Accapella Không có Pale Ale
- Báo chí đầu tiên của Ciderboys
- Ciderboys Magic Apple
- Hạt đào Ciderboys
- Ciderboys Raspberry Smash
- Đường Cranider Ciderboys
- Ciderboys Mad Bark

Bia nhãn hiệu Baraboo Company, được sản xuất cho các siêu thị Hy-Vee.
- Chim gõ kiến lúa mì
- Gỗ xẻ IPA
- Đá hoa cương đỏ
- Tuyết trôi đen IPA
- Bonfire Märzen

Sản xuất cũ
- Point Bock (thỉnh thoảng được đưa vào sản xuất tạm thời)
- Bia Holiday Holiday (1935 Từ1940)
- Giải thưởng Bia (1935 Từ1940)
- Bia Big Charlie (1937 Từ1944)
- Amber Prize Bia (1939 Vang1950)
- Các thương hiệu của Công ty Bia Karl Strauss (1989 Hàng2009) [14]

### Soda sành ăn
- Bia rễ cao cấp
- Bia Premium Diet Diet
- Kem cao cấp vani kem
- Kem cao cấp điểm đen Cherry Cherry
- Soda kem cam cao cấp
- Điểm cao cấp Kitty Cocktail Soda